# Alois Ugarte (mladší)
Alois hrabě Ugarte (9. března 1784 – 25. dubna 1845) byl rakouský úředník a velkostatkář. Byl mimo jiné viceprezidentem českého gubernia, později stál v čele zemských vlád v Horních Rakousích a na Moravě.

## Rodina

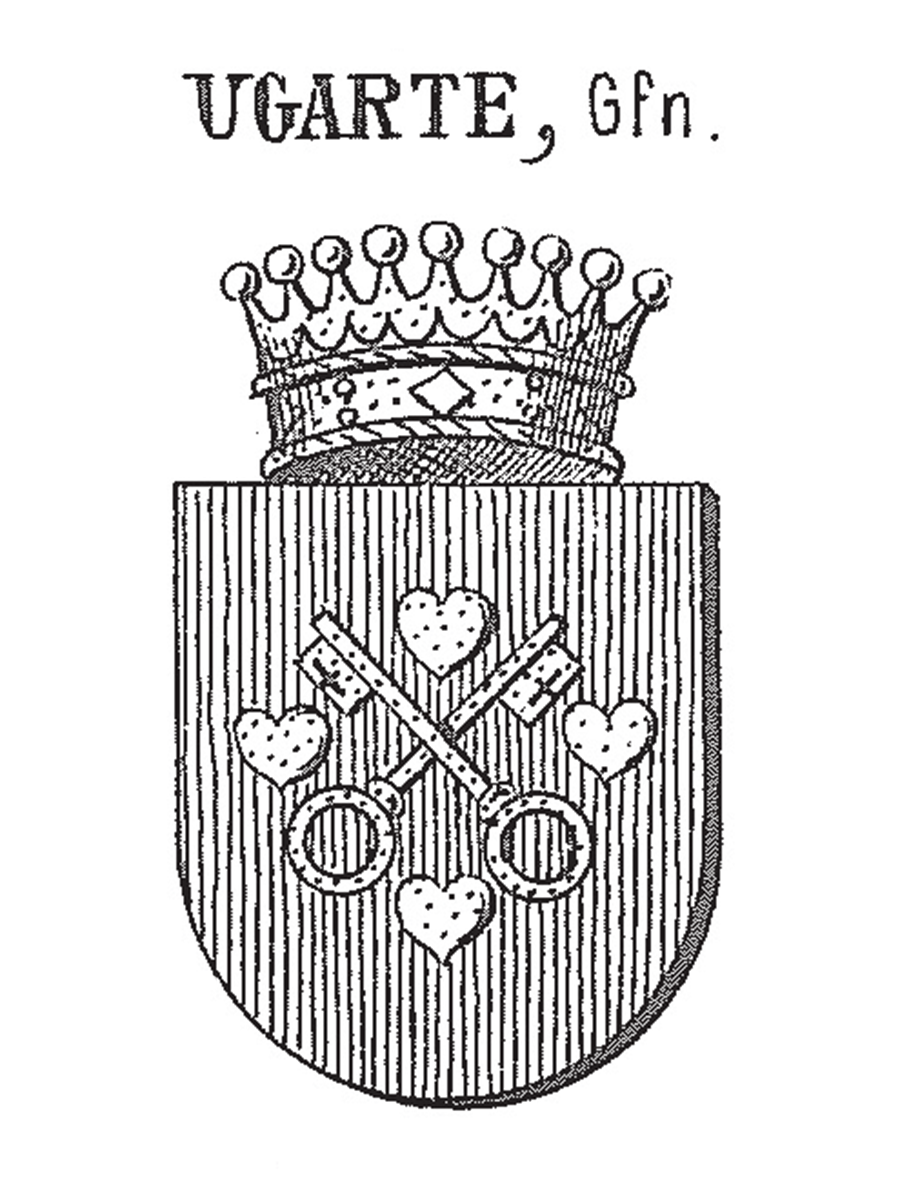
Erb hrabat Ugartů

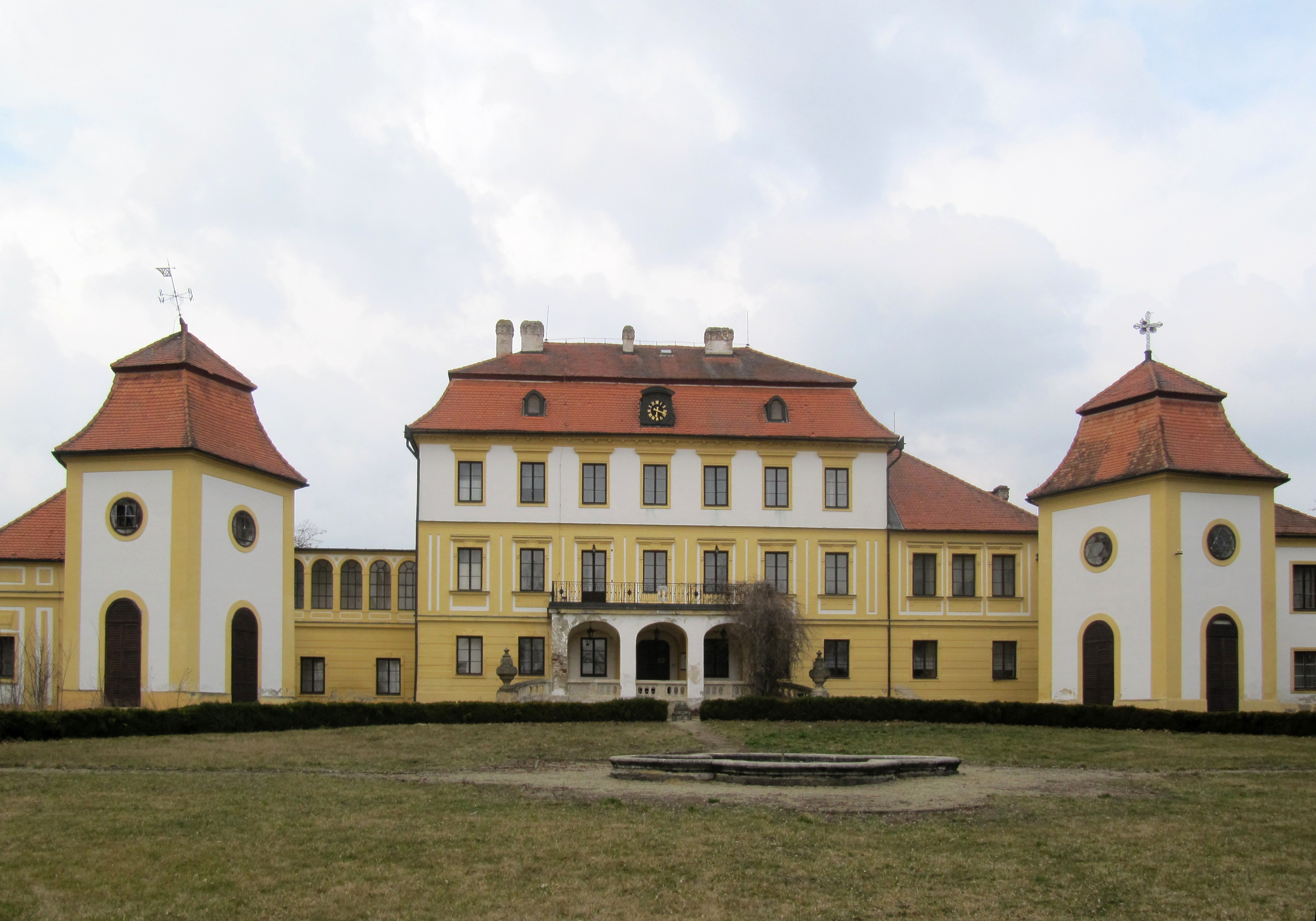
Zámek Kravsko

Pocházel z původem baskického rodu Ugartů usazeného na Moravě od 17. století. Byl mladším synem Jana Václava Ugarteho (1748–1796), prezidenta dolnorakouského apelačního soudu a ředitele dvorského divadla ve Vídni, a Marie Anny, rozené hraběnky Windischgrätzové. Jeho strýc Alois Ugarte i bratranec Antonín Bedřich Mitrovský zastávali úřad nejvyššího českého a prvního rakouského kancléře. Synem jeho staršího bratra Maximiliána byl říšský a zemský poslanec Josef Ugarte.
Ze sňatku 3. června 1810 s Ernestinou Troyerovou (6. červenec 1782 – 15. leden 1839) měl dceru Luisu (16. březen 1813 – 30. červen 1887 Torre del Greco u Neapole), poprvé 7. června 1836 provdanou za hraběte Viléma Chotka (1803–1850), poté za barona Klemense von Gudenau (1806–1857).

## Kariéra
Jako třináctiletý nastoupil na tereziánskou rytířskou akademii, v šestnácti letech se stal koncepčním praktikantem u znojemského krajského úřadu. V roce 1801 nastoupil k moravskoslezskému guberniu. O dva roky později stal mimořádným sekretářem benátského gubernia, v roce 1805 se však vrátil zpět do Brna. Během francouzské okupace prokázal takové zásluhy, že byl roku 1807 jmenován neplaceným guberniálním radou. Roku 1814 byl jmenován druhým radou generální intendantury italské armády. O rok později se stal skutečným radou dvorské komory. Po osmi letech služby byl 6. dubna 1823 jmenován viceprezidentem českého gubernia. Roku 1827 byl jmenován tajným radou a předsedou hornorakouské zemské vlády a 29. listopadu 1834 stanul v čele moravskoslezského gubernia, kde zůstal až do své smrti. V Linci se zasloužil o založení ústavů hluchoněmých, slepeckého ústavu a ústavu pro choromyslné, zasloužil se také o vznik tamního muzea. V Brně podporoval rozvoj městských parků, zasloužil se o zkvalitnění cest.
V roce 1810 mu byl udělen rytířský kříž Leopoldova řádu, roku 1836 potom velkokříž téhož řádu. V roce 1814 byl oceněn za civilní zásluhy Občanským čestným křížem. Velkokříž občanského záslužného řádu mu udělil také bavorský král.

## Velkostatkář
Byl majitelem statků Kravsko a Přímětice na Znojemsku.